# Francesca Pometta

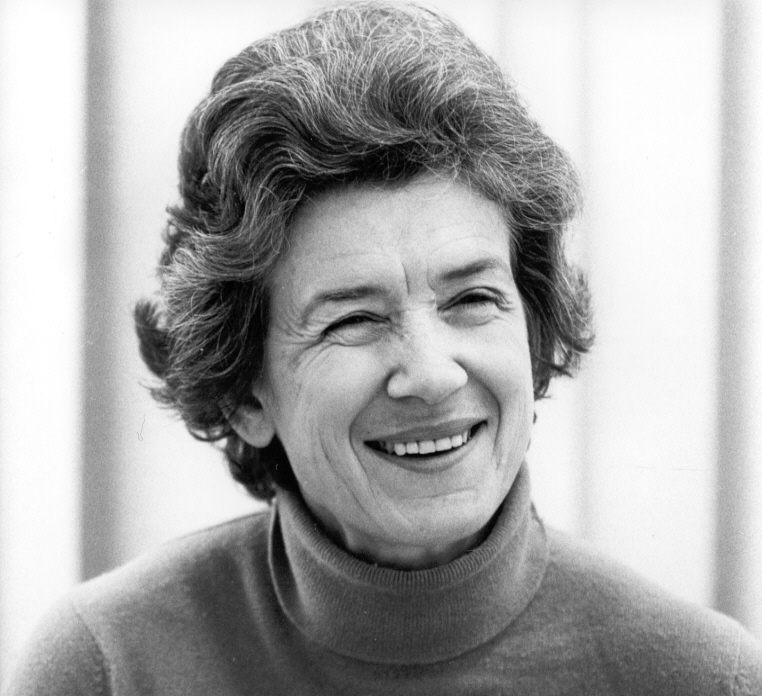
Francesca Pometta (1986)

Francesca Pometta (* 24. Juni 1926 in Genf, Kanton Genf, Schweiz; † 16. März 2016 in Genthod, Kanton Genf, Schweiz) war eine Schweizer Diplomatin. Sie war die erste Frau in der Schweizer Berufsdiplomatie, die vom Bundesrat zur Missionschefin einer ausländischen Vertretung ernannt wurde.

## Leben

Francesca Pometta (1984)

Francesca Pometta stammte aus Broglio im Val Lavizzara, einem Seitental des Valle Maggia im Kanton Tessin. Sie war die Tochter des Bundesrichters Carlo Pometta und Monique Pfäffli–Pometta.
Von 1945 bis 1949 studierte sie an der philosophischen Fakultät der Universität Lausanne und war beruflich im In- und Ausland tätig. 1956 trat sie ins Eidgenössische Politische Departement (EPD, seit 1979 EDA) ein und war Botschaftsattaché (1958–1960) sowie beim Finanz- und Wirtschaftsdienst des Departementes (1960–1963). Sie war bei der Botschaft der Schweiz in Washington, D.C., bei den Vereinten Nationen in New York und beim Bereich Europarat in Bern sowie der Botschaft in Rom tätig.
1975 wurde sie Vizedirektorin und 1977 Direktorin für Internationale Organisationen beim EPD. Von 1982 bis 1987 war Pometta ständige Beobachterin der Schweiz bei den Vereinten Nationen (UNO). Für die Dauer dieser Mission erhielt Pometta den Titel einer Botschafterin (Titular Botschafterin).  1987 wurde sie erste Schweizer Botschafterin und war bis 1991 sowohl in Italien als auch in Malta akkreditiert sowie bei der Food and Agriculture Organization of the United Nations (FAO) mit Sitz in Rom.
Nach ihrer Pensionierung arbeitete sie im Beirat des Spezialfonds für Holocaust-Opfer und im Komitee des Internationalen Komitees vom Roten Kreuz.
Am 7. März 2023, am Internationalen Frauentag, wurde im Bundeshaus ein Raum nach ihr benannt, die «Sala Francesca Pometta». An den Wänden des Raums wurde die Geschichte der Frauen in der Schweizer Diplomatie sichtbar gemacht.